# Österreichischer Bauherrenpreis 2015
Mit dem Österreichischen Bauherrenpreis der Zentralvereinigung der Architekten Österreichs wurden im Jahr 2015 die folgenden Projekte ausgezeichnet:
| Realisierung                                                                  | Bauherr | Planer |
| ----------------------------------------------------------------------------- | --- | --- |
| Fußgängerzone rechte Altstadt in Salzburg, Linzer Gasse und Brunnen am Platzl | Stadt Salzburg & IBT Bauträger Immobilien AG, Baudirektor Walter Hebsacker, Franz Modrian                                                                            | Architekten Erich Wagner & Eduard Widmann |
| Wohnheim Olympisches Dorf in Innsbruck                                        | Stadt Innsbruck, Innsbrucker Stadtbau, Innsbrucker Soziale Dienste, Bürgermeisterin Christine Oppitz-Plörer, Neue Heimat Tirol GF Klaus Lugger, GF Hubert Innerebner | Artec Architekten Bettina Götz und Richard Manahl, Freiraumplanung Atelier Auböck & Kárász                                                                                                |
| TIWAG KWB Leitstelle mit Besucherzentrum in Silz                              | TIWAG Markus Konrad, Willi Kuen, Harald Oleschko | Bechter Zaffignani Architekten ZT GmbH |
| OMICRON Campus in Klaus                                                       | Omicron electronics GmbH mit Harald Rüdisser | Dietrich I Untertrifaller Architekten ZT GmbH, Projektleiter Peter Nussbaumer; „Hotspots“: Gregor Eichinger, Martin Rauch, Anna Heringer; Freiraumplanung: Lothar Schmidt                 |
| Schaufelschluchtbrücke in Dornbirn                                            | Amt der Stadt Dornbirn Abteilung Tiefbau mit Hermann Wirth | Marte.Marte Architekten, Statik M+G Ingenieure Josef Galehr |
| Wohnanlage ›Wohn_Zimmer Sonnwendviertel‹ in Wien                              | win4wien, Michaela Mischek-Lainer, BM Herwig Koppitz, Martin Orner, Heinz Honas                                                                                      | ARGE StudioVLAY ZT GmbH, Wien, Lina Streeruwitz, Wien, Riepl Kaufmann Bammer Architektur, Wien, Klaus Kada Architektur, Graz; Freiraumplanung: Rajek Barosch Landschaftsarchitektur, Wien |

- Jury: Walter Angonese Architekt, Hemma Fasch Architektin, Otto Kapfinger Publizist.